# Millarworld
Millarworld је америчка издавачка кућа за стрипове коју је основао Марк Милар 2004. године. Издала је стрипове као што су: Wanted, Chosen, The Unfunnies, Kick-Ass и War Heroes.